# Andrzej Sikora (ur. 1946)
Andrzej Jan Sikora (ur. 1 grudnia 1946 w Cieszynie) – polski polityk, prawnik i urzędnik państwowy, poseł na Sejm X kadencji (1989–1991), wojewoda bielski (1997–1998).

## Życiorys
Ukończył w 1969 studia prawnicze na Uniwersytecie Jagiellońskim. Dwa lata później zdał egzamin sędziowski, a w 1976 adwokacki. Do 1984 pracował jako radca prawny, następnie praktykował jako adwokat w zespole adwokackim. W 1992 założył własną kancelarię.
W 1989 z ramienia Komitetu Obywatelskiego uzyskał mandat posła na Sejm X kadencji z okręgu andrychowskiego. Należał do Obywatelskiego Klubu Parlamentarnego, pełnił również funkcję zastępcy przewodniczącego Komisji Polityki Przestrzennej, Budowlanej i Mieszkaniowej.
W rządzie Jerzego Buzka zajmował stanowisko wojewody bielskiego, ostatniego w historii tego województwa. Był radnym sejmiku śląskiego I kadencji z listy Akcji Wyborczej Solidarność. Po utworzeniu Instytutu Pamięci Narodowej pełnił funkcję dyrektora oddziału w Katowicach. Został odwołany w kwietniu 2007 przez Janusza Kurtykę. Od sierpnia 2007 przez około rok był dyrektorem Wydziału Obsługi Prawnej Urzędu Marszałkowskiego Województwa Śląskiego. W 2016 powołany w skład Śląskiej Wojewódzkiej Rady Konsultacyjnej ds. Działaczy Opozycji Antykomunistycznej.
Należał do Forum Prawicy Demokratycznej, Partii Chrześcijańskich Demokratów i Porozumienia Polskich Chrześcijańskich Demokratów, od czasu podjęcia pracy w IPN bezpartyjny.
Jest autorem niskonakładowych przewodników po Beskidach oraz przewodnikiem górskim beskidzkim I klasy.

## Odznaczenia i wyróżnienia
W 2011 otrzymał Krzyż Kawalerski Orderu Odrodzenia Polski. W 2021 został laureatem nagrody honorowej „Świadek Historii” przyznanej przez Instytut Pamięci Narodowej.